# Grande Prêmio de Lausitz de 2001
O Grande Prêmio de Lausitz de 2001 (inicialmente, German 500 e renomeado, em seguida, para American Memorial de 2001) foi a décima-quarta etapa da temporada de 2001 da CART. Foi a primeira incursão da categoria no continente europeu, e a corrida teve como vencedor o sueco Kenny Bräck, da Team Rahal. Antes da largada, houve uma homenagem às vítimas do atentado de 11 de setembro ocorrido 4 dias antes, nos Estados Unidos.
Este GP é lembrado pelo gravíssimo acidente do italiano Alessandro Zanardi, da Mo Nunn Racing, cujo carro foi acertado pelo canadense Alex Tagliani, da Forsythe. Devido ao excesso de detritos espalhados na pista, a direção de prova optou em continuá-la em bandeira amarela até o final, dando a vitória a Bräck. Max Papis, também da Rahal, chegou em segundo e Patrick Carpentier, da Forsythe, cruzou a linha de chegada em terceiro. Dentre os brasileiros, o melhor colocado foi Tony Kanaan, em quinto lugar.

## Resultado
| Pos.    | Nº | Piloto               | Equipe                   | Voltas | Tempo/Abandono    | Grid | Pontos |
| ------- | -- | -------------------- | ------------------------ | ------ | ----------------- | ---- | ------ |
| 1       | 8  | Kenny Bräck          | Team Rahal               | 154    | 2:00:20.940       | 2    | 20     |
| 2       | 7  | Max Papis            | Team Rahal               | 154    | 0.2 segs.         | 16   | 16     |
| 3       | 32 | Patrick Carpentier   | Forsythe Racing          | 154    | 2.8 segs.         | 9    | 14     |
| 4       | 39 | Michael Andretti     | Team Green               | 154    | 4.7 segs.         | 4    | 12     |
| 5       | 22 | Oriol Servià         | Sigma Autosport          | 154    | 5.2 segs.         | 20   | 10     |
| 6       | 5  | Tora Takagi          | Walker Racing            | 154    | 6.4 segs.         | 26   | 8      |
| 7       | 55 | Tony Kanaan          | Mo Nunn Racing           | 154    | 6.6 segs.         | 10   | 6      |
| 8       | 1  | Gil de Ferran        | Penske                   | 154    | 9.3 segs.         | 1    | 5      |
| 9       | 18 | Scott Dixon          | PacWest Racing           | 154    | 9.9 segs.         | 6    | 4      |
| 10      | 26 | Paul Tracy           | Team Green               | 154    | 10.3 segs.        | 11   | 3      |
| 11      | 4  | Bruno Junqueira      | Chip Ganassi Racing      | 154    | 13.0 segs.        | 15   | 2      |
| 12      | 3  | Hélio Castroneves    | Penske                   | 154    | 14.9 segs.        | 3    | 1      |
| 13      | 19 | Townsend Bell        | Patrick Racing           | 154    | 18.5 segs.        | 27   | —      |
| 14      | 12 | Memo Gidley          | Chip Ganassi Racing      | 153    | 1 volta           | 18   | —      |
| 15      | 40 | Jimmy Vasser         | Patrick Racing           | 153    | 1 volta           | 14   | —      |
| 16      | 17 | Maurício Gugelmin    | PacWest Racing           | 152    | 2 voltas          | 23   | —      |
| 17      | 16 | Michel Jourdain Jr.  | Bettenhausen Racing      | 151    | 3 voltas          | 21   | —      |
| 18      | 25 | Max Wilson           | Arciero-Blair Racing     | 149    | 5 voltas          | 24   | —      |
| 19      | 11 | Christian Fittipaldi | Newman-Haas Racing       | 148    | Problema mecânico | 12   | —      |
| 20      | 66 | Alessandro Zanardi   | Mo Nunn Racing           | 142    | Acidente          | 22   | —      |
| 21      | 33 | Alex Tagliani        | Forsythe Racing          | 142    | Acidente          | 13   | —      |
| 22      | 52 | Shinji Nakano        | Fernández Racing         | 142    | Problema elétrico | 25   | —      |
| 23      | 20 | Roberto Moreno       | Patrick Racing           | 130    | Problema mecânico | 8    | —      |
| 24      | 51 | Adrián Fernández     | Fernández Racing         | 120    | Problema mecânico | 17   | —      |
| 25      | 27 | Dario Franchitti     | Team Green               | 115    | Problema mecânico | 5    | —      |
| 26      | 6  | Cristiano da Matta   | Newman-Haas Racing       | 37     | Problema mecânico | 7    | —      |
| 27      | 77 | Bryan Herta          | Zakspeed-Forsythe Racing | 31     | Problema elétrico | 19   | —      |
| Source: |    |                      |                          |        |                   |      |        |

## Problemas nos treinos e qualificações
A exemplo de outras modalidades esportivas Americanas, como a NFL, MLB, NASCAR e IRL, muito se cogitava a possibilidade e até mesmo o dever da CART adiar ou cancelar a corrida em Lausitz pelos ocorridos nos atentados de 11 de setembro, essa era a primeira da história da categoria na Europa, o que se tornava um peso maior na decisão a ser tomada, porém a prova foi mantida para o dia 15 de setembro de 2001, um sábado, apenas quatro dias após os atentados que geravam grande comoção da maioria americana de funcionários envolvidos na categoria. A ordem contou com os treinos-livres na quinta (13), qualificação na sexta (14) e corrida no sábado (15), porém uma chuva longa na quinta impossibilitou os trabalhos (carros da categoria por segurança não correm em pista molhada nos ovais), o que obrigou a CART a reorganizar as atividades pelo fim de semana, devido as equipes terem optado por usarem os seus kits aerodinâmicos das pistas ovais em uma pista que poucos pilotos conheciam.
A agenda atualizada teve os treinos-livres realizados na sexta, e a qualificação originalmente na sexta foi cancelada, a organização resolveu considerar a então classificação do campeonato de pilotos até aquela altura da temporada. 

## O acidente de Zanardi
Zanardi e seu companheiro de equipe na Mo Nunn, Tony Kanaan, mostravam no treino-livre que os carros estavam muito bem no circuito alemão, o que na temporada era uma raridade para Zanardi, que tinha como melhor resultado um único quarto lugar em Toronto, após uma sétima posição em Motegi e no decorrer do campeonato um nono lugar em Chicago, Lausitz já era a décima quarta etapa do campeonato. Kanaan liderou Zanardi que fez de imediato os segundos melhores tempos tanto nos treinos-livres quanto no warm-up apenas +0s325 e +0s282 respectivamente atrás das voltas de 34s625 e 35s288 do Brasileiro
Na corrida o bom rendimento prosseguiu e os pilotos da Mo Nunn escalaram o pelotão até a volta 142/154, quando o Italiano foi os pits realizar um splash and go para garantir que teria combustível o suficiente para finalizar a corrida sem o risco de uma pane seca, quando retornava a pista ainda na saída dos boxes ele perdeu o controle do seu carro que parou em posição extremamente perigosa dentro do traçado de corrida, Patrick Carpantier foi o primeiro carro a ver a situação que Zanardi se encontrava de frente, ele conseguiu desviar pela direita e passou a metros da traseira do Italiano, porém, Alex Tagliani que vinha logo a seguir acertou Zanardi em uma batida praticamente em 'T', a mais temida para qualquer categoria do automobilismo, a velocidade estimada foi de 305 km/h

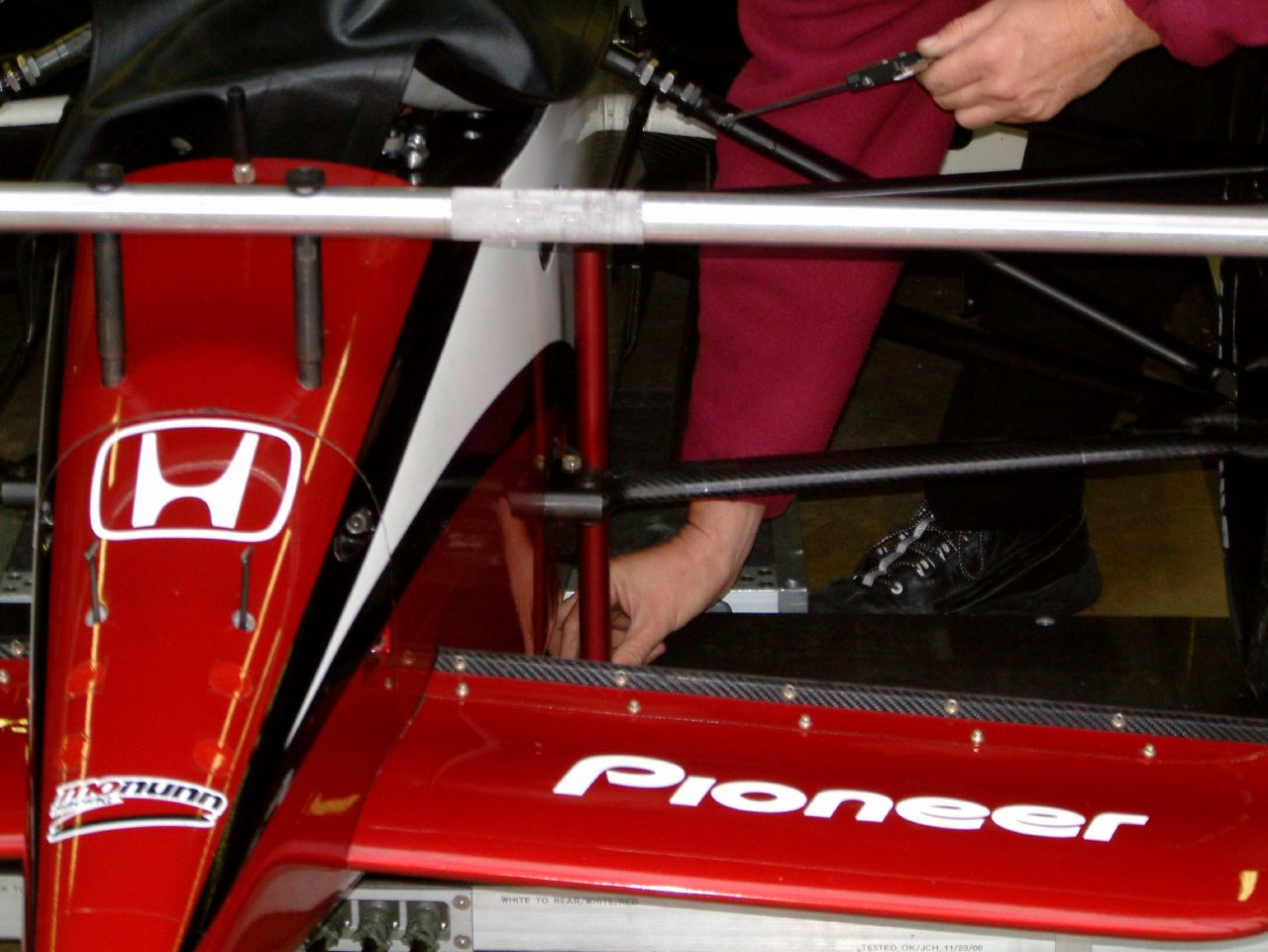
Parte frontal do carro da Mo Nunn da CART

o Dr. Steve Olvey, médico oficial da CART na prova, de ínicio achou que o caso poderia se tratar de uma tragédia dupla, onde ambos os pilotos perderiam a vida. O Dr. Terry Trammell, ortopedista oficial da CART, ao chegar no local chegou a achar que uma grande poça que estava no local se tratava de óleo do Mo Nunn, mas era o sangue de Zanardi, que teve seu carro partido da altura de seu volante em diante do bólido, o que teria decepado de forma imediata as pernas de Alessandro Zanardi. O Dr Olvey ainda concluiu que as pernas não foram cortadas e sim explodidas com a pressão da batida, como em casos de soldados em guerra que pisam em minas-terrestres. 
A perda de sangue era nessa altura o ponto mais crítico da situação, com um cinto improvisaram um torniquete na perna esquerda, a que sofreu o impacto primeiro e estava mais afetada com a batida, o piloto foi levado a um hospital de Berlin de helicóptero, durante o voo de 130km de distância foi divulgado que seu estado era extremamente crítico ainda que respirando por conta própria, não contava com 75% do sangue de seu corpo além de pressão arterial muito baixa, o que comprometia o funcionamento de órgãos-vitais, até o hospital o seu coração parou de bater por sete vezes, mas os médicos conseguiram reanima-lo em todas as vezes, além disso os médicos realizaram uma solução salina intravenosa para auxiliar no transporte de oxigênio para o cérebro.

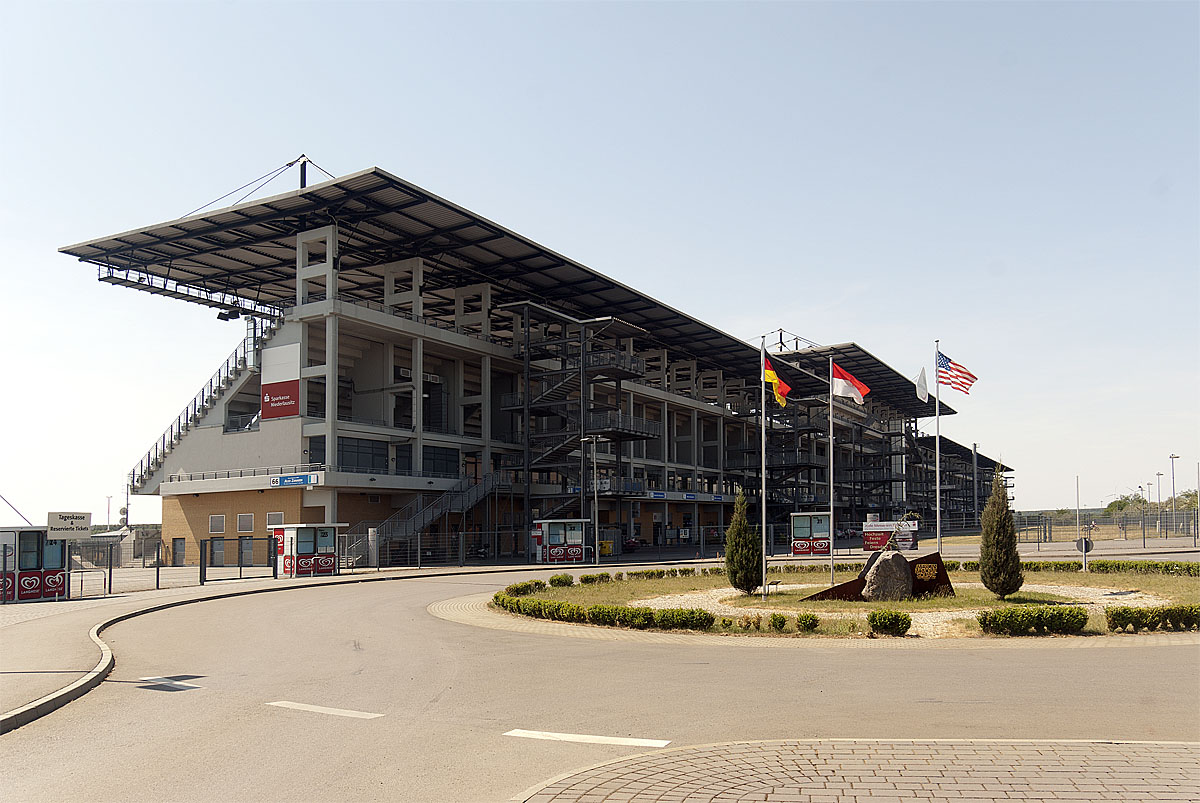
Faixada do EuroSpeedway Lausitz

Chegando ao hospital, Alex Zanardi foi submetido a uma cirurgia de três horas, que resultaram na amputação de suas duas pernas acima do joelho, isso porque a sua perna direita havia sido acidentada em 8 centímetros abaixo do joelho, ele também tinha fratura na pélvis e seus sinais neurológicos eram considerados normais, porém os médicos optaram por manter Alex Zanardi em coma induzido para diminuição dos estresses em seu corpo. O quadro sério já era um grande alívio para as proporções causadas no acidente, o Dr Olvey ainda destacou que Zanardi não teria sobrevivido a mais de dez ou quinze minutos sem o atendimento propicio no hospital. 
Em 19 de setembro de 2001, quatro dias depois do acidente e desperto do coma, Zanardi foi informado do seu estado pela sua esposa e surpreende à todos com sua positividade apenas pelo fato de estar vivo ao lado de sua família em imensa gratidão. Ele teve alta no dia 30 de setembro de 2001 saindo pela porta da frente do hospital de Berlin Klinikum Berlin-Marzahn, com um grande sorriso no rosto em sua cadeira de rodas 
Alex Tagliani por sua vez se encontrava ciente e alerta de tudo o que aconteceu, se queixando apenas de dores nas costas ele foi levado para o mesmo hospital que Zanardi em Berlin com menos urgência, ele ganhou alta um dia depois de sua entrada após realizar exames de rotina, podendo competir no restante da temporada.

## Bandeiras amarelas
| Voltas  | Causa    |
| ------- | -------- |
| 63-69   |          |
| 80-84   |          |
| 142-154 | Acidente |

## Pilotos que lideraram o GP
| \| Piloto \| Voltas na liderança \| \| ------------------ \| ------------------- \| \| Kenny Bräck \| 82 \| \| Patrick Carpentier \| 31 \| \| Alessandro Zanardi \| 20 \| \| Tony Kanaan \| 11 \| \| Michael Andretti \| 6 \| \| Bruno Junqueira \| 3 \| \| Tora Takagi \| 1 \| 1. 2. 3. 4. - Resultado do GP de Lausitz de 2001 - Superspeedway (em português) |                     |
| Piloto | Voltas na liderança |
| Kenny Bräck | 82                  |
| Patrick Carpentier | 31                  |
| Alessandro Zanardi | 20                  |
| Tony Kanaan | 11                  |
| Michael Andretti | 6                   |
| Bruno Junqueira | 3                   |
| Tora Takagi | 1                   |